# آنیتا تیخوکس
 آناماریا مرینو تیخوکس  (به اسپانیایی: Ana Tijoux) (زاده ۲۲ ژوئن ۱۹۷۷) بیشتربا نام آنیتا تیخوکس شناخته می‌شود. او یک خواننده فرانسوی-شیلیایی است که در آمریکای لاتین شهرت بسیار دارد. آنتیا فرزند پدر و مادری شیلیایی است که بخاطر مسائل سیاسی به فرانسه تبعید شده بودند.